# SAHARA〜feat. 稻葉浩志
〈SAHARA～feat. 稻葉浩志〉是英國吉他手Slash的歌曲。於2009年11月11日作為單曲由環球音樂在日本限定發行。

## 概要
本作是2010年3月發售的Slash SOLO專輯『Slash』的先行單曲。
成為了自Vangelis的「Anthem - 2002 FIFA World Cup TM Official Anthem」以來，暌違7年5個月，首張進入Oricon公信榜TOP5的洋樂單曲。初登場便進入TOP5，則是自Elton John的「风中之烛～獻給黛安娜王妃」以來，睽違12年2個月之壯舉。

## 收錄曲
1. SAHARA～feat. 稻葉浩志（SAHARA～feat. 稲葉浩志）
本曲是由Slash作曲並邀請到B'z的稻葉浩志擔任主唱、作詞的硬式搖滾樂曲。Slash表示自身是在聽了B'z的最新唱片（未舉出是哪張）後，便考慮要與稻葉合作，而將適合稻葉的歌曲SAHARA的DEMO寄給身在日本的稻葉，喜歡本曲的稻葉便為其添加上了旋律。編曲等是通過互傳電子郵件製作而成，之後，稻葉前往美國洛杉磯與Slash初次見面，並進行錄音。歌詞是根據稻葉的希望並以Slash接受的形式成為了日語[6]。在專輯『Slash』中是被作為日本盤的Bonus Track收錄[8]。此外，在本作中為日語版，但亦存在英語版，收錄於限定生產CD（加拿大盤）與iTunes Store數位上架專輯（限預購）。
2. Paradise City～feat. Fergie And Cypress Hill
本曲是Slash還在籍Guns N' Roses時期的同樂團歌曲（英语：Paradise City）（收錄於『Appetite for Destruction』）翻唱，全新邀請到了The Black Eyed Peas的Fergie及Cypress Hill（日语：パラダイス‧シティ～feat. ファーギー&サイプレス‧ヒル）重新錄製[2]。

## 製作人員
- Slash：吉他
- 稻葉浩志：主唱
- Josh Freese（英语：Josh Freese）：爵士鼓
- Chris Chaney（英语：Chris Chaney）：貝斯
- Lenny Castro（英语：Lenny Castro）：打擊樂器

- Slash：吉他
- Fergie、Sen Dog（英语：Sen Dog）、B-Real（英语：B-Real）：主唱
- Josh Freese：爵士鼓
- Chris Chaney：貝斯
- Lenny Castro：打擊樂器

## 腳註

### 出典
1. 1 2 3  . 音樂Natalie (株式會社Natasha). 2009-09-29  [2019-12-02]. （原始内容存档于2021-10-26） （日语）.
2. 1 2 3  . ORICON NEWS (Oricon). 2009-11-17  [2019-12-02]. （原始内容存档于2021-02-27） （日语）.
3. ↑  . ORICON NEWS. Oricon.   [2020-10-04]. （原始内容存档于2018-11-20） （日语）.
4. ↑  . 一般社團法人日本唱片協會. 2009-11  [2020-10-04]. （原始内容存档于2019-09-24） （日语）.
5. ↑  . 日本唱片協會. 2010  [2020-10-04]. （原始内容存档于2021-10-03） （日语）.
6. 1 2  . 體育報知. 2009-09-29  [2020-10-04]. （原始内容存档于2009-10-02） （日语）.
7. ↑  . BARKS (JAPAN MUSIC NETWORK株式會社). 2009-11-17  [2019-12-02]. （原始内容存档于2015-03-27） （日语）.
8. ↑  . HMV&BOOKS onlineニュース (Lawson Entertainment). 2010-03-29  [2019-12-02]. （原始内容存档于2017-04-10） （日语）.